# Hwarang
O Hwarang-Do (em coreano:화랑,em chinês:花郞 e Caminho do irmão maior em português), no  era um grupo de elite de jovens homens em Silla, um reino coreano antigo que durou até o século X. Eram instituições educacionais, sociedades onde os membros se recolhiam para todos os aspectos de estudo, originalmente para as artes e a cultura baseadas no Budismo e no Taoísmo. No ano de 670 a.C. a Coréia era dividida em três reinos: Surabul do Silla, Koguryo e Baek Je. Silla, os menores daqueles reinos, eram constantemente invadidos e saqueados pelos dois vizinhos e, durante o reinado de Chin Heng, os jovens aristocratas e os militares formaram uma tropa de elite chamada HWARANG-DO (Similar aos samurais no Japão e os cavaleiros andantes da idade Média no Ocidente). Essa tropa guerreira tinham como treinamento a luta com lanças, flecha e espada. Para endurecer seus corpos, escalavam montanhas, escarpadas, nadavam em rios turbulentos nos meses frios, se concentrando impiedosamente na tarefa de defender sua terra, seu código de honra (o Espírito do HWARANG-DO) era constituído de 5 itens:
01 - Obediência ao Rei;
02 - Respeito aos Pais; 
03 - Lealdade para com os Amigos; 
04 - Nunca recuar ante o inimigo; 
05 - Só matar quando não houver alternativa. 